# Teoria quantistica dei campi topologica
In fisica matematica, una teoria quantistica dei campi topologica o semplicemente teoria dei campi topologica (in sigla TQFT, da topological quantum field theory) è una teoria quantistica dei campi che calcola invarianti topologici.
Sebbene queste teorie topologiche siano state inventate dai fisici, sono anche di interesse matematico, essendo legate, tra le altre cose, alla teoria dei nodi e alla teoria delle quadrivarietà in topologia algebrica, e alla teoria degli spazi dei moduli in geometria algebrica. Donaldson, Jones, Witten e Koncevič hanno tutti vinto la medaglia Fields per i loro lavori sulla matematica relativa alle teorie di campo topologiche.
Nella fisica della materia condensata, le teorie topologiche dei campi quantistici sono le teorie efficaci a bassa energia degli stati topologicamente ordinati, come gli stati quantistici frazionari di Hall, gli stati condensati string-net e altri stati liquidi quantistici fortemente correlati.
In dinamica, tutti i sistemi dinamici a tempo continuo, con e senza rumore, sono teorie di tipo Witten e il fenomeno di rottura spontanea della supersimmetria topologica corrispondente comprende concetti affermati come caos, turbolenza, rumore 1/f e rumore crackling, criticità auto-organizzata, ecc.

## Panoramica
In una teoria topologica dei campi, le funzioni di correlazione non dipendono dalla metrica dello spaziotempo. Ciò significa che la teoria non è sensibile ai cambiamenti nella forma dello spaziotempo; se lo spaziotempo si deforma o si contrae, le funzioni di correlazione non cambiano: sono invarianti topologici.
Le teorie dei campi topologiche non sono molto interessanti sullo spaziotempo di Minkowski, utilizzato tipicamente nella fisica delle particelle. Lo spazio di Minkowski è contraibile a un punto, per cui una teoria topologica su questo spazio comporta invarianti topologici banali. Di conseguenza, le teorie di campo topologiche vengono solitamente applicate su spaziotempi curvi, come ad esempio le superfici di Riemann. La maggior parte delle teorie di campo topologiche conosciute sono definite su spaziotempi di dimensione inferiore a cinque.
Si ritiene che la gravità quantistica sia indipendente dal background (in un certo senso opportuno) e le TQFT forniscono esempi di teorie di campo indipendenti dal background. Ciò ha incentivato indagini teoriche in corso su questa classe di modelli.

## Modelli specifici
Le teorie dei campi topologiche conosciute si dividono in due classi generali: tipo Schwarz e tipo Witten. Le teorie di tipo Witten sono talvolta definite "teorie dei campi coomologiche".

### Teorie di tipo Schwarz
Nelle teorie di tipo Schwarz, le funzioni di correlazione o le funzioni di partizione del sistema sono calcolate dall'integrale di cammino dei funzionali di azione indipendenti dalla metrica. Ad esempio, nel modello BF, lo spaziotempo è una varietà bidimensionale M, le osservabili sono costruite da una due-forma bidimensionale F, uno scalare ausiliario B e le loro derivate. L'azione (che determina l'integrale sul cammino) è
{\displaystyle S=\int _{M}BF}
La metrica dello spaziotempo non compare da nessuna parte nella teoria, quindi la teoria è esplicitamente topologicamente invariante. Il primo esemplare è apparso nel 1977 ed è dovuto a Albert Schwarz; il suo funzionale d'azione è:
{\displaystyle \int _{M}A\wedge dA.}
Un altro esempio più famoso è la teoria di Chern-Simons, che può essere applicata agli invarianti dei nodi. In generale, le funzioni di partizione dipendono da una metrica, ma gli esempi precedenti sono indipendenti dalla metrica.

### Teorie di tipo Witten
Il primo esempio di teoria di tipo Witten è apparso in un articolo di Witten nel 1988. Si tratta della teoria topologica di Yang-Mills in quattro dimensioni. Sebbene il suo funzionale di azione contenga la metrica dello spaziotempo gαβ, dopo un twist topologico risulta essere metrica-indipendente. L'indipendenza del tensore energia-impulso Tαβ del sistema dalla metrica dipende dal fatto che l'operatore BRST sia chiuso. Seguendo l'esempio di Witten molti altri esempi si possono trovare nella teoria delle stringhe topologica.
Le TQFT di tipo Witten si verificano se sono soddisfatte le seguenti condizioni:
1. L'azione {\displaystyle S} della TQFT ha una simmetria, cioè se, data {\displaystyle \delta } una trasformazione di simmetria (ad esempio una derivata di Lie), vale {\displaystyle \delta S=0}.
2. La trasformazione di simmetria è esatta, cioè {\displaystyle \delta ^{2}=0}
3. Ci sono osservabili esistenti {\displaystyle O_{1},\dots ,O_{n}} che soddisfano {\displaystyle \delta O_{i}=0} per tutti {\displaystyle i\in \{1,\dots ,n\}} .
4. Il tensore stress-energia (o grandezze fisiche simili) è della forma {\displaystyle T^{\alpha \beta }=\delta G^{\alpha \beta }} per un tensore arbitrario {\displaystyle G^{\alpha \beta }} .

Ad esempio: data una 2-forma {\displaystyle B} con l'operatore differenziale {\displaystyle \delta } che soddisfa {\displaystyle \delta ^{2}=0}, quindi l'azione {\displaystyle \textstyle S=\int _{M}B\wedge \delta B} ha una simmetria se {\displaystyle \delta B\wedge \delta B=0} dato che
{\displaystyle \delta S=\int _{M}\delta (B\wedge \delta B)=\int _{M}\delta B\wedge \delta B+\int _{M}B\wedge \delta ^{2}B=0} .
Inoltre, vale quanto segue (a condizione che {\displaystyle \delta } è indipendente su {\displaystyle B} e agisce in modo simile a una derivata funzionale):
{\displaystyle {\frac {\delta }{\delta B^{\alpha \beta }}}S=\int _{M}{\frac {\delta }{\delta B^{\alpha \beta }}}B\wedge \delta B+\int _{M}B\wedge \delta {\frac {\delta }{\delta B^{\alpha \beta }}}B=\int _{M}{\frac {\delta }{\delta B^{\alpha \beta }}}B\wedge \delta B-\int _{M}\delta B\wedge {\frac {\delta }{\delta B^{\alpha \beta }}}B=-2\int _{M}\delta B\wedge {\frac {\delta }{\delta B^{\alpha \beta }}}B} .
L'espressione {\displaystyle {\tfrac {\delta }{\delta B^{\alpha \beta }}}S} è proporzionale a {\displaystyle \delta G} con un'altra 2-forma {\displaystyle G} .
Ora qualsiasi media di osservabili {\displaystyle \textstyle \left\langle O_{i}\right\rangle :=\int d\mu O_{i}e^{iS}} per la corrispondente misura di Haar {\displaystyle \mu } è indipendente dal campo "geometrico" {\displaystyle B} ed è quindi topologica:
{\displaystyle {\frac {\delta }{\delta B}}\left\langle O_{i}\right\rangle =\int d\mu O_{i}i{\frac {\delta }{\delta B}}Se^{iS}\propto \int d\mu O_{i}\delta Ge^{iS}=\delta \left(\int d\mu O_{i}Ge^{iS}\right)=0}
La terza uguaglianza usa il fatto che {\displaystyle \delta O_{i}=\delta S=0} e l'invarianza della misura di Haar sotto trasformazioni di simmetria. Dal momento che {\displaystyle \textstyle \int d\mu O_{i}Ge^{iS}} è solo un numero, la sua derivata di Lie si annulla.